# Sasa (roślina)

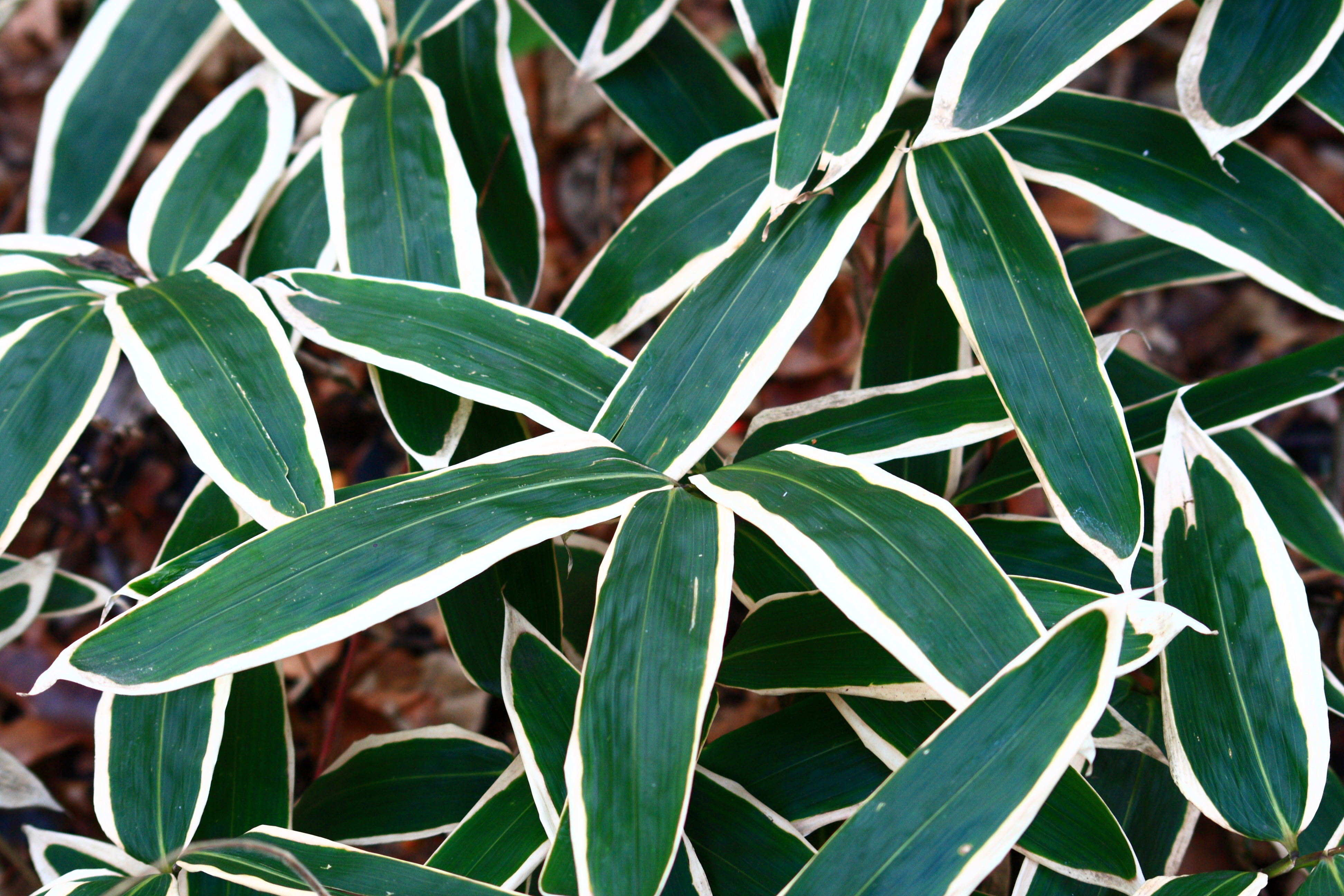
Jesienne liście S. veitchii

Sasa, bambus sasa (Sasa) – rodzaj roślin z podrodziny bambusowych z rodziny wiechlinowatych (Poaceae). Zalicza się do niego od ok. 40 do ponad 50 gatunków (The Plant List uznaje 59 nazw gatunkowych za zweryfikowane). Rośliny te występują w naturze na wschodzie Azji – od Rosyjskiego Dalekiego Wschodu poprzez Wyspy Japońskie i Koreę po Chiny; przy czym najbardziej zróżnicowane są w Japonii. Sasa kurylska Sasa kurilensis należy do najdalej na północ sięgających bambusów, rosnąc na Sachalinie i Wyspach Kurylskich.
Są to długo żyjące rośliny monokarpiczne, dlatego w uprawie poza rodzimym zasięgiem rozmnażane są wegetatywnie. Pierwszy pochodzący z Japonii przedstawiciel tego rodzaju, który zakwitł poza swą ojczyzną (sasa gałęzista Sasa ramosa), dokonał tego po 89 latach od introdukcji. Bambusy te rosną w lasach i na terenach otwartych, nierzadko jako gatunki dominujące, czasem pokrywające rozległe powierzchnie na stokach gór i na nizinach, powszechne są też na przydrożach. W Japonii rośliny te są wszechstronnie użytkowane, m.in. do wyplatania koszy, wyrobu kartonu, a ich młode pędy są spożywane po ugotowaniu. Rośliny z tego rodzaju uprawiane są jako ozdobne w Europie i Ameryce Północnej, w tym m.in. ze względu na swoją mrozoodporność (w Polsce uprawianych jest 4–5 gatunków). 
Niektóre należące tu gatunki należą do bardzo ekspansywnych. Rozprzestrzeniają się, rosnąc nawet w pojemnikach (kłącza wydostają się dołem przez otwory). Rozrastając się, tłumią rozwój innych gatunków, dlatego nie należy ich sadzić w miejscach, gdzie mogą wydostać się poza obszar zieleni urządzonej. Nie należy ich uprawiać przy skrajach lasów, ponieważ także do nich łatwo wnikają i ograniczają rozwój nawet drzew. Ze względu na trudność w mechanicznym zwalczaniu tych roślin konieczne jest stosowanie herbicydów.
Nazwa rodzajowa pochodzi z japońskiego określenia sa-sa i znaczy „mały bambus”.

## Morfologia

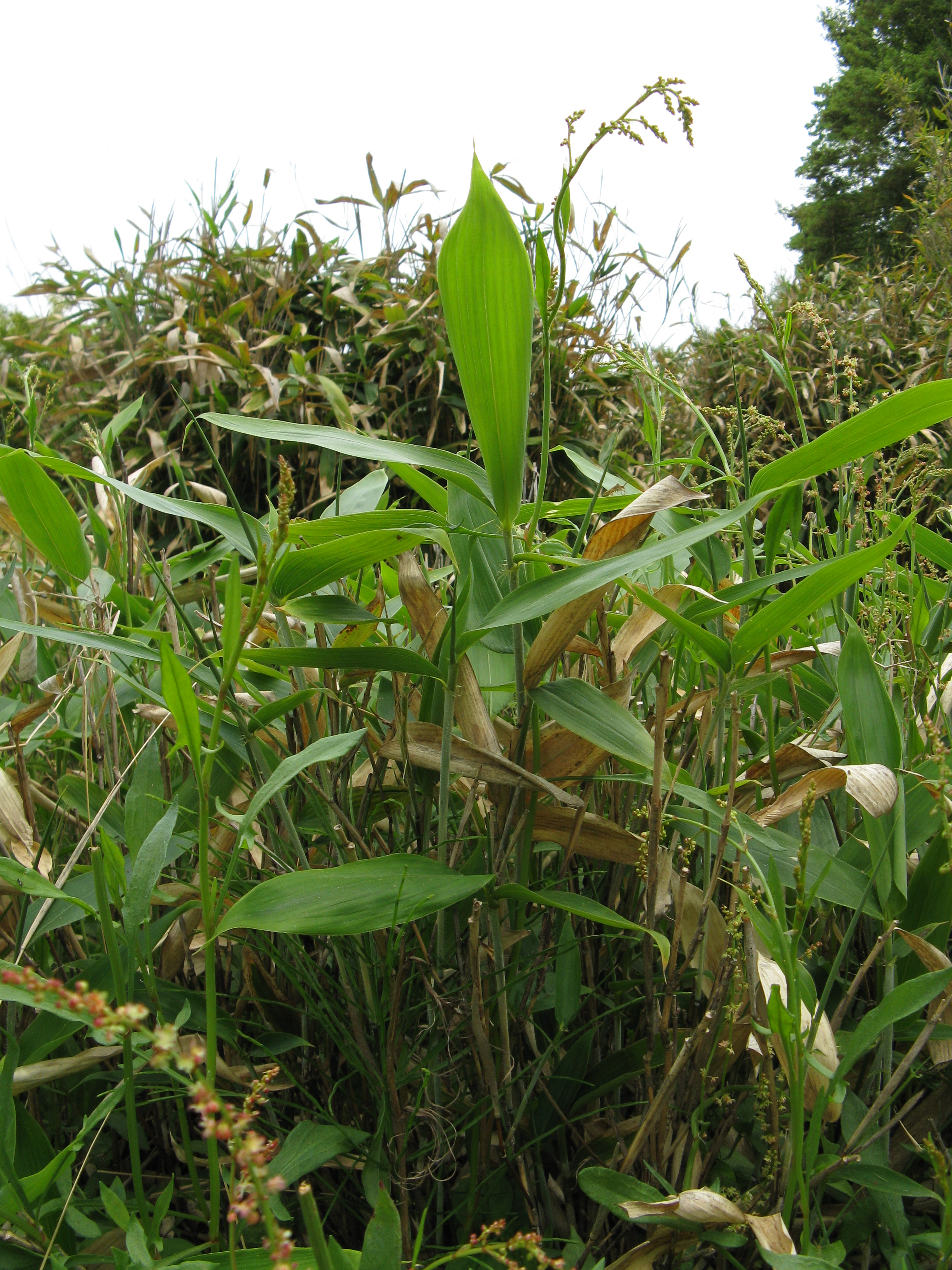
Kwitnąca Sasa veitchii

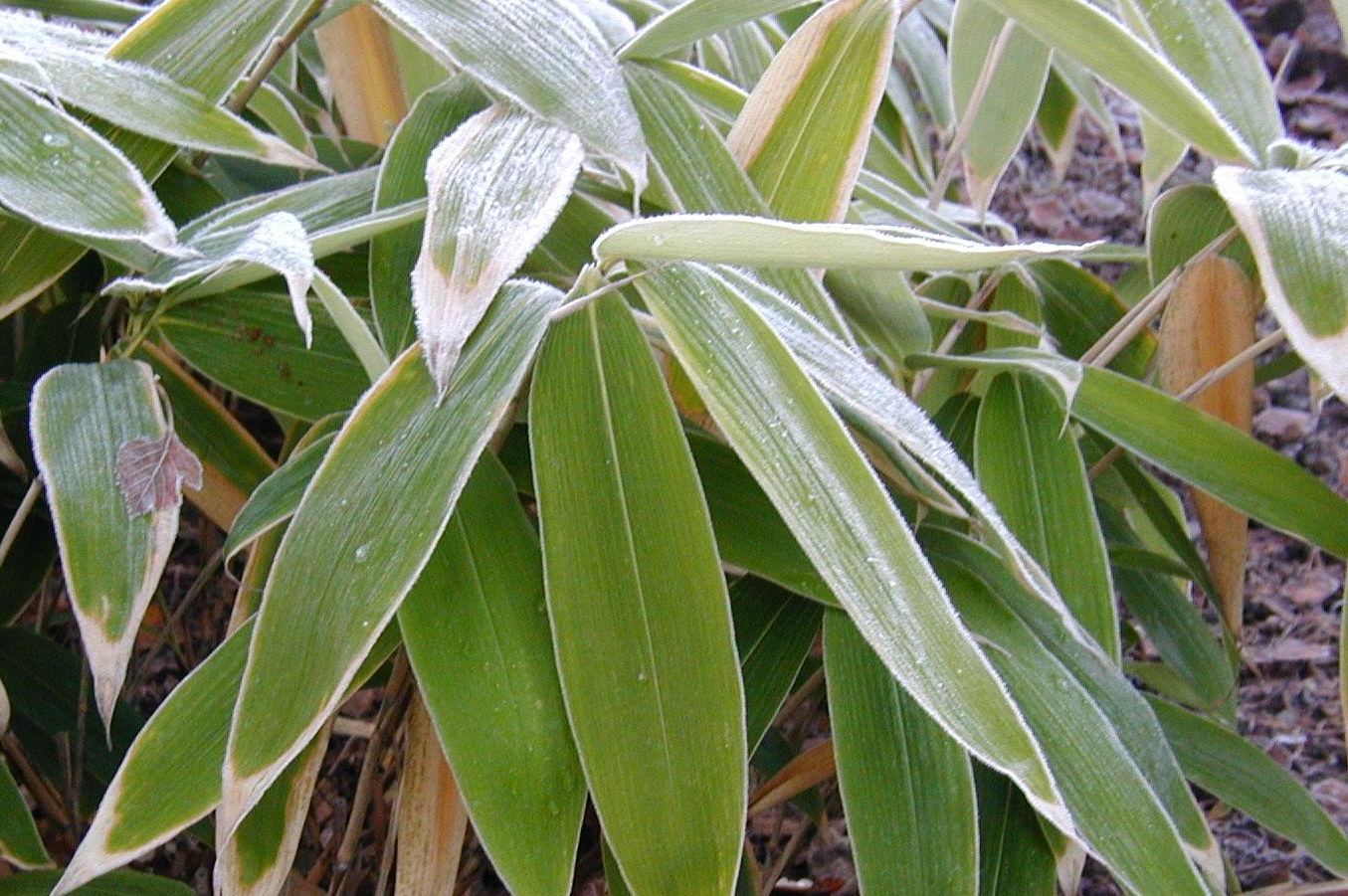
Sasa palmata

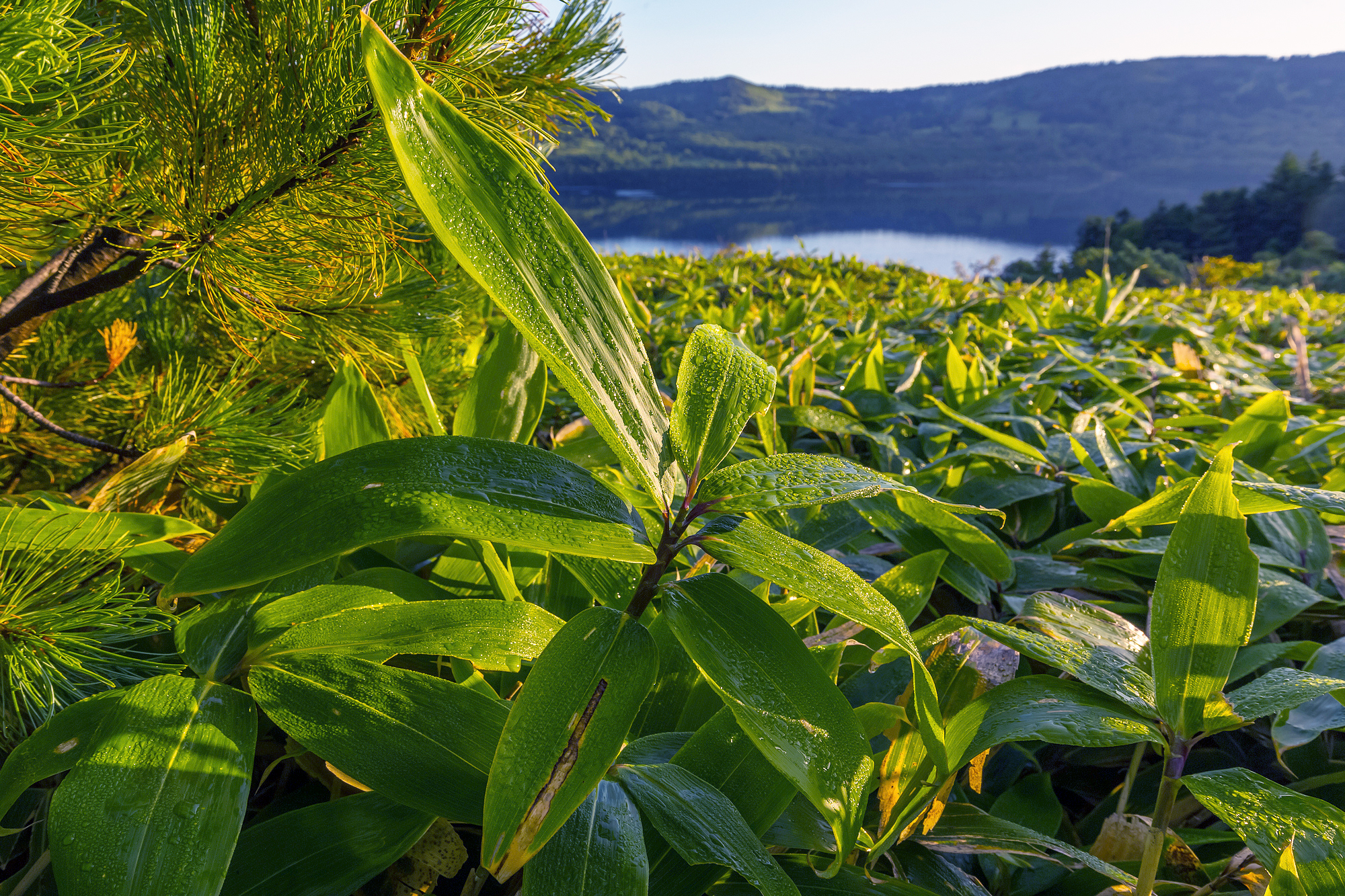
Sasa kurilensis

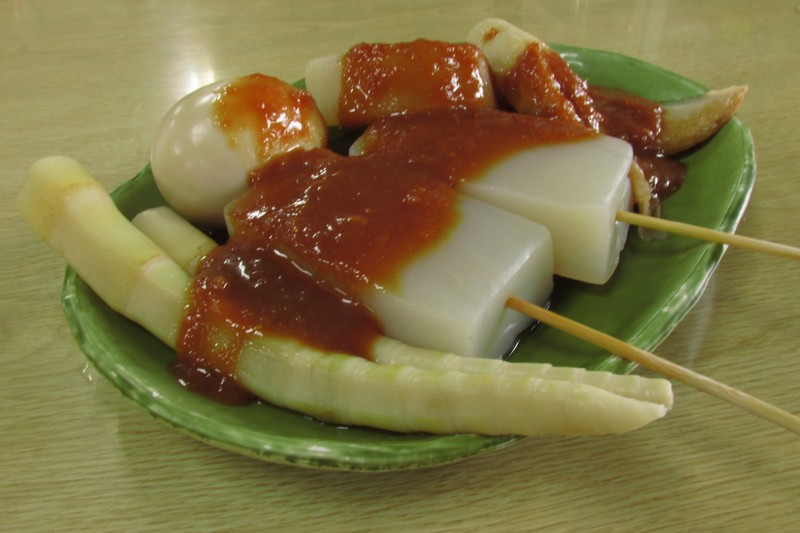
Danie z pędami Sasa kurilensis

PokrójBambusy małe i średnie, osiągające często do ok. 0,6 m wysokości, u większych gatunków do ok. 3 m, a u największych do ok. 6 m (po 10 latach wzrostu). Ukorzeniają się początkowo wolno, ale później tworzą długie, podziemne kłącza. Pędy nadziemne często początkowo się pokładają i w dalszej części prosto wznoszą ku górze. Pędy na międzywęźlach obłe i nagie, czasem omszone przy węzłach. Odgałęzienia pojedyncze, podobnej wielkości jak główna łodyga. Pochwy liściowe trwałe, często dłuższe od międzywęźli.
LiścieStosunkowo duże jak na rozmiary pędów, lancetowate. U niektórych gatunków i odmian z białymi paskami rozwijającym się w ciągu sezonu wegetacyjnego.
KwiatyRozwijają się po wielu latach rozwoju roślin. Kwiatostany w formie luźnych wiech i gron. Kłoski składające się z 4–8 kwiatów mają barwę purpurową lub fioletową po dojrzeniu. Oś kłoska dłuższa od najwyższego w nim kwiatu. Plewy dwie, mniej lub bardziej owłosione i o brzegu orzęsionym. Plewka dolna jajowata do podługowato-lancetowatej, niemal skórzasta, górna z podwójnych grzbietem. Łuszczki trzy. Pręcików jest sześć, długich, wystających z kłoska, z pylnikami żółtymi. Zalążnia jajowata z pojedynczą, krótką szyjką słupka zakończoną piórkowatym, trójdzielnym znamieniem.
OwoceZiarniaki, ciemnobrązowe po dojrzeniu.

## Systematyka

Kamon z sasa

Rodzaj z plemienia Arundinarieae Ascherson & Graebner i podrodziny bambusowych Bambusoideae Luersson z rodziny wiechlinowatych Poaceae.
W obrębie rodzaju wyróżniane są cztery sekcje, z których najbardziej bazalna jest Macrochlamys, następną w kolejności grupę bazalną tworzy sekcja Monilicladae, a dwie najmłodsze i siostrzane grupy to sekcje Sasa i Crassinodi.
Wykaz gatunków
- Sasa albosericea W.T.Lin & J.Y.Lin
- Sasa bitchuensis Makino
- Sasa borealis (Hack.) Makino & Shibata
- Sasa cernua Makino
- Sasa chartacea (Makino) Makino & Shibata
- Sasa duplicata W.T.Lin & Z.J.Feng
- Sasa elegantissima Koidz.
- Sasa fugeshiensis Koidz.
- Sasa gracillima Nakai
- Sasa guangdongensis W.T.Lin & X.B.Ye
- Sasa guangxiensis C.D.Chu & C.S.Chao
- Sasa hayatae Makino
- Sasa heterotricha Koidz.
- Sasa hibaconuca Koidz.
- Sasa hidaensis Makino
- Sasa hisauchii (Makino) Makino
- Sasa hubeiensis (C.H.Hu) C.H.Hu
- Sasa kagamiana Makino & Uchida
- Sasa kogasensis Nakai
- Sasa kurilensis (Rupr.) Makino & Shibata – sasa kurylska[12][4]
- Sasa kurokawana Makino
- Sasa longiligulata McClure
- Sasa magnifica (Nakai) Sad.Suzuki
- Sasa magnonoda T.H.Wen & G.L.Liao
- Sasa masamuneana (Makino) C.S.Chao & Renvoize
- Sasa megalophylla Makino & Uchida
- Sasa miakeana Sad.Suzuki
- Sasa minensis Sad.Suzuki
- Sasa mollissima Koidz.
- Sasa nipponica (Makino) Makino & Shibata
- Sasa oblongula C.H.Hu
- Sasa occidentalis Sad.Suzuki
- Sasa oshidensis Makino & Uchida
- Sasa palmata (Burb.) E.G.Camus – sasa dłoniasta[4][12], sasa palmowa[14]
- Sasa pubens Nakai
- Sasa pubiculmis Makino
- Sasa pulcherrima Koidz.
- Sasa qingyuanensis (C.H.Hu) C.H.Hu
- Sasa quelpaertensis Nakai
- Sasa ramosa (Makino) Makino & Shibata – sasa gałęzista[4]
- Sasa rubrovaginata C.H.Hu
- Sasa samaniana Miyabe & Kudô
- Sasa scytophylla Koidz.
- Sasa senanensis (Franch. & Sav.) Rehder
- Sasa septentrionalis Makino
- Sasa shimidzuana Makino
- Sasa sinica Keng
- Sasa subglabra McClure
- Sasa subvillosa Sad.Suzuki
- Sasa suzukii Nakai
- Sasa takizawana Makino & Uchida
- Sasa tatewakiana Makino
- Sasa tenuifolia Nakai
- Sasa tokugawana Makino
- Sasa tomentosa C.D.Chu & C.S.Chao
- Sasa tsuboiana Makino – sasa Tsuboiego[12]
- Sasa tsukubensis Nakai
- Sasa veitchii (Carrière) Rehder – sasa Veitcha[12][4]
- Sasa yahikoensis Makino